# Cá mập vây đen
Cá mập vây đen (danh pháp hai phần: Carcharhinus melanopterus) là một loài cá mập có đặc trưng bởi đầu vây màu đen (đặc biệt là vây lưng đầu tiên và vây đuôi). Cá mập vây đen phân bố trong vùng biển nhiệt đới, chủ yếu ở Ấn Độ Dương và Thái Bình Dương. 

## Đặc điểm
Loài cá này thường sống ở vịnh, trong các rạn san hô, nơi nước nông, ở độ sâu 20–75 m. Chúng có thể dài tới 2,0 m, nhưng thông thường đạt chiều dài 0,9-1,2 m. Cá mập vây đen có kích thước tối đa khoảng 4m, năng khoảng 30 kg, cá mập con mới sinh nặng khoảng 0,7 kg, dài khoảng 35 cm. Thức ăn chủ yếu là cá nhỏ, tôm, cua, rắn biển...
Cá mập vây đen có phạm vi khu vực sinh sống rất nhỏ và thể hiện tập tính gắn kết lâu dài với nơi sinh sống, có thể sống tại một nơi trong nhiều năm. Chúng là động vật săn mồi tích cực, săn bắt những loài cá xương nhỏ, động vật chân đầu và động vật giáp xác, nhưng cũng ăn thịt cả rắn biển và chim biển. Các mô tả về tập tính của cá mập vây đen nói chung là hay thay đổi và nhiều khi là mâu thuẫn, một phần nào phản ánh các khác biệt địa lý trong phạm vi loài.
Giống như các thành viên khác trong họ, cá mập vây đen là cá sinh con, với cá mẹ đẻ từ 2 tới 5 cá con trên cơ sở chu kỳ 2 năm một lần, 1 năm một lần hay thậm chí là 1 năm 2 lần. Các báo cáo về chu kỳ mang thai dao động từ 7–9, hoặc 10–11, hay thậm chí tới 16 tháng. Trước khi giao phối, cá đực bơi gần phía sau cá cái, có lẽ là bị thu hút bởi các tín hiệu từ hóa chất do cá cái tiết ra. Cá mập con thường được thấy gần bờ hơn và trong vùng nước nông hơn so với cá trưởng thành, thường bơi thành các nhóm lớn trong khu vực có triều cường.

## Phân loại

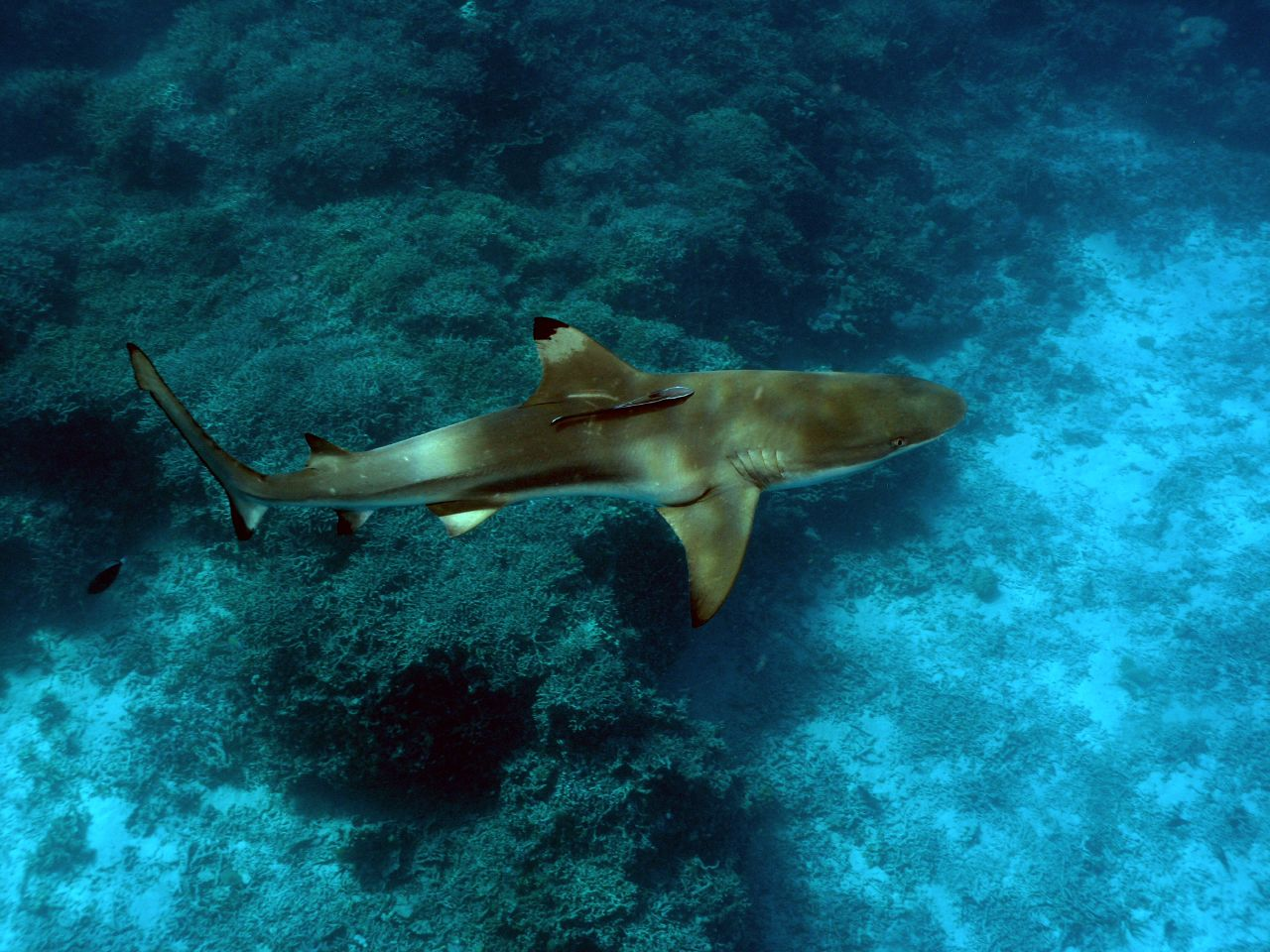
Cá mập vây đen tại vùng biển ven quần đảo Solomon.

Các nhà tự nhiên học người Pháp Jean René Constant Quoy và Joseph Paul Gaimard ban đầu mô tả cá mập vây đen trong chuyến thám hiểm khoảng những năm 1817–1820 trên tàu hộ tống Uranie. Năm 1824, miêu tả của họ được công bố như là một phần trong Voyage autour du monde...sur les corvettes de S.M. l'Uranie et la Physicienne, một báo cáo gồm 13 tập của Louis de Freycinet về chuyến đi. Mẫu vật điển hình là một con cá đực mới lớn dài 59 cm (23 in), bắt được ngoài khơi đảo Waigeo ở phía tây New Guinea. Quoy và Gaimard chọn tên gọi Carcharias melanopterus, từ tiếng Hy Lạp melas nghĩa là "đen" và pteron nghĩa là "vây" hay "cánh", để nói tới dấu vết nổi bật trên vây của loài cá mập này.
Các tác giả sau này đã chuyển cá mập vây đen sang chi Carcharhinus; năm 1965 ICZN đã chỉ định nó làm loài điển hình của chi này. Trong một số tài liệu thời kỳ đầu, tên khoa học của loài cá mập này bị gán sai thành C. spallanzani, hiện nay được coi là danh pháp đồng nghĩa của cá mập đuôi đốm (C. sorrah). Các tên gọi thông thường khác cho loài cá mập này còn có cá mập đầu vây đen, cá mập đầu vây đen san hô.